# Neohebestola brasiliensis
Neohebestola brasiliensis là một loài bọ cánh cứng trong họ Cerambycidae.